# Beautiful Trauma (single)
Beautiful Trauma is een nummer van de Amerikaanse zangeres Pink uit 2017. Het is de derde single van haar gelijknamige zevende studioalbum.
"Beautiful Trauma" gaat over een relatie waarin de ander niet goed blijkt te zijn. In de bijbehorende videoclip zien we Pink dansen met de acteur Channing Tatum. Het nummer werd in een aantal landen een hit. Hoewel het in de Amerikaanse Billboard Hot 100 flopte met een 78e positie, haalde het in de Nederlandse Top 40 een 14e positie en in de Vlaamse Ultratop 50 een bescheiden 30e positie.

## NPO Radio 2 Top 2000
| Nummer met noteringen in de NPO Radio 2 Top 2000 | '18  | '19  |
| ------------------------------------------------ | ---- | ---- |
| Beautiful Trauma                                 | 1588 | 1746 |

1. ↑  Een vetgedrukt getal geeft de hoogste notering aan.
2. ↑  2018 was het eerste jaar met een notering voor dit nummer.
3. ↑  Deze tabel is bijgewerkt tot en met de laatste editie (2024).